# Alphinellus carinipennis
Alphinellus carinipennis là một loài bọ cánh cứng trong họ Cerambycidae.